# Tina Arena

Tina Arena, vlastním jménem Filippina Lydia Arena, (* 1. listopadu 1967 Melbourne) je australská zpěvačka, skladatelka a muzikálová herečka.

## Mládí
Její rodiče Giuseppe a Franca Arena jsou italští imigranti, Tina se jim narodila 1967 v Melbourne. Má dvě sestry Nancy a Silvanu. Doma ji říkali Pina, ale tohle nebylo vhodné jméno pro showbyznys,tak změnili P na T a tak vznikla Tina. Navštěvovala St.Columba's College, Melbourne od 1980 a dokončila 1985.

## Hudební kariéra
Kariéra Tiny Areny začala v jejích sedmi letech, kdy zpívala v australské televizní show Young Talent Time. Říkalo se jí Tiny Tina a jíž jako malá byla známá díky svému hlasu. Její poslední vystoupení v Young Talent Time se uskutečnilo 22. října 1983, 2 týdny před jejími šestnáctými narozeninami. Po ukončení studia v roce 1985 pracovala v pojišťovně, ale pouze 3 měsíce. Následně v roce 1987 vydala svůj první singl „Turn Up The Beat“ a v roce 1990 první album Strong as Steel.
1994 vydala druhé album Don't Ask. Celosvětově se tohoto alba prodalo více než 2 miliony kopií. Velký úspěch měl také singl "Chains".
Následovalo třetí album In Deep se singly „I Want to Know What Love Is“ a „Burn“.
Na Olympijských hrách v Sydney 2000 zazpívala při zahajovacím ceremoniálu píseň „The Flame“.
V roce 2001 nazpívala čtvrté studiové album Just Me se singly „Soul Mate #9“ a „Dare You to Be Happy“ které však nebyly příliš úspěšné. Změnu přinesl až třetí singl „Symphony of Life“.
V roce 2004 Arena vydala kompilační CD a DVD Greatest hits album a nový singl „Italian Love Song“. V tomto roce byla také hostem italského zpěváka Zucchera při jeho koncertě v londýnském Royal Albert Hall a společně zazpívali duet „Ahum“.
V prosinci 2005 vydala první francouzské album Un autre univers. Album vydala pár týdnů po porodu svého syna. První singl z tohoto alba „Aimer jusqu'à l'impossible“ měl ve Francii obrovský úspěch a umístil se na předních příčkách hitparád. V červnu roku 2006 následoval ještě druhý singl „Je m'appelle Bagdad“. V lednu 2006 byla na udílení cen NRJ Music Awards (Francie) vyhlášena nejlepším mezinárodním objevem.
V roce 2007 vydala šesté album Songs of Love & Loss a v Austrálii uskutečnila pět koncertů. Tři v Sydney Opera House a dva v Melbourn's Hamer Hall.
V roce 2008 představila Songs of Love & Loss 2 a druhé francouzské album 7 Vies se singlem „Entends-tu le monde?“.
V srpnu 2008 Arena vystoupila s Andreou Bocellim při jeho australském turné za doprovodu Českého národního symfonického orchestru.
V lednu 2010 vydala CD a DVD The Onstage Collection. Jedná se o záznam koncertu v Melbourne v Hamer Hall v roce 2009.
V Paříži 24. 7. 2011 při slavnostním ceremoniálu na Tour de France zazpívala Arena na počest absolutního vítězství Cadela Evanse australskou hymnu.
V listopadu 2012 vyšlo CD/DVD Symphony of life, které jsou záznamem z koncertu, který proběhl v srpnu 2012 za doprovodu šedesátičlenného australského orchestru.
Svůj dosavadní profesní i osobní život shrnula do knihy Now I Can Dance, která vyšla 14. října 2013.
18. října 2013 vydala po dvanácti letech originální anglické album Reset, se singlem „You set fire to my life“.

## Osobní život
V prosinci 1995 se ve svých 28 letech provdala za svého manažera Ralpha Carra ale v roce 1999 se rozvedli. Carr následně požadoval po Areně pětinu z jejího majetku, jako svůj podíl na jejím úspěchu. Po skončení soudního procesu Arena své pocity z rozvodu a následného soudního procesu přenesla do písně „You Made Me Find My Self“ z alba Just Me.
V roce 2000 se v Londýně poznala s francouzským umělcem Vincentem Mancini. Společně mají syna Gabriela, který se narodil 17. listopadu 2005. Od roku 2008 spolu žijí v Paříži. V lednu roku 2009 byla francouzským presidentem Nikolasem Sarkozym vyznamenána Ordre national du Mérite, což je ve Francii druhé nejvyšší vyznamenání. V prosinci 2011 získala od francouzského ministra kultury ocenění Chevalier Ordre national du Mérite za dlouholetý přínos francouzské kultuře. Na podzim roku 2013 se v Austrálii zúčastnila taneční soutěže celebrit Dancing with the stars.

## Diskografie
| 1990 | Strong as Steel        |
| 1994 | Don't Ask              |
| 1997 | In Deep                |
| 2001 | Just Me                |
| 2005 | Un Autre Univers       |
| 2007 | Songs of Love & Loss   |
| 2008 | 7 Vies                 |
| 2008 | Songs of Love & Loss 2 |
| 2013 | Reset                  |
| 2015 | Eleven                 |

| 2000 | Souvenirs                 |
| 2004 | Greatest Hits 1994 - 2004 |
| 2009 | The Best & le meilleur    |
| 2009 | The Pell Me Sessions 2003 |

| 2003 | Vous êtes toujours là     |
| 2005 | Greatest Hits 1994 - 2004 |
| 2010 | The Onstage Collection    |
| 2012 | Symphony of life          |